# Петрошніца
Петрошніца (рум. Petroșnița) — село у повіті Караш-Северін в Румунії. Входить до складу комуни Букошніца.
Село розташоване на відстані 318 км на захід від Бухареста, 28 км на схід від Решиці, 93 км на південний схід від Тімішоари.

## Населення
За даними перепису населення 2002 року у селі проживали 975 осіб, усі — румуни. Усі жителі села рідною мовою назвали румунську.